# Raccordement
Een raccordement is een oude naam van een spoorweg die niet bestemd is voor openbaar vervoer van personen en die aansluit op een hoofdspoorweg. Op een raccordement bedraagt de snelheid doorgaans ten hoogste 30 km/h.
Een raccordement bestaat uit:
- een stamlijn - deze heeft een ontsluitingsfunctie en is aangelegd en wordt beheerd door een overheidslichaam.
- een of meer spooraansluitingen - om bedrijven aan te sluiten op het spoorwegnet. Een voorbeeld is Haarlem raccordement VAM.

In de loop der tijd zijn vele stamlijnen en spooraansluitingen verdwenen.

## Wetgeving
Het Reglement op de Raccordementen 1966 is op 1 december 2015 ingetrokken en sindsdien zijn stamlijnen in de meeste gevallen aangewezen als hoofdspoorweg.

## Verwijzingen
1. ↑  Reglement op de Raccordementen 1966. wetten.overheid.nl. Geraadpleegd op 28 juni 2016.
2. ↑  Besluit aanwijzing hoofdspoorwegen Bijlage 2 (20 december 2004). Geraadpleegd op 6 mei 2017.